# Kent Rominger
Kent Vernon Rominger (Del Norte, 7 agosto 1956) è un ex astronauta statunitense. Ha partecipato a diverse missioni dello Space Shuttle, con il ruolo di pilota in STS-73, STS-80, STS-85 e poi assumendo il comando di STS-96 e STS-100.